# Jana Korowicka
Janina Urszula Korowicka (Syców, 1 april 1954) is een Pools langebaanschaatsster.
In 1975 werd Korowicka 13e op de WK Allround. In 1976 kwam ze tot een 23e plaats op het WK Allround.
In 1976 startte Korowicka op de Olympische Winterspelen 1976 van Innsbruck.

## Privé
Korowicka was getrouwd met de Duitse schaatser Georg Friesinger. Hun kinderen Jan Friesinger, Anni Friesinger en Agnes Friesinger hadden ook internationale carrières in het langebaanschaatsen.